# Euscorpiidae
Euscorpiidae vormt een familie binnen de orde der schorpioenen. De familie bestaat uit 11 geslachten, waarin 86 soorten zitten. De meeste soorten leven in gematigde, subtropische en tropische streken, waaronder Centraal- en Zuid-Europa.

## Geslachten
- Alloscorpiops
- Chactopsis
- Dasyscorpiops
- Euscorpiops
- Euscorpius
- Megacormus
- Neoscorpiops
- Paracorpiops
- Plesiochactas
- Scorpiops
- Troglocormus